# Георги Аспарухов – Гунди
 Тази статия е за футболиста.  За стадиона вижте Георги Аспарухов (стадион).  
Георги Аспарухов Рангелов, известен още като Гунди, е български футболист, централен нападател, обявен от класация на вестник „Нощен труд“ за най-добър футболист на България за XX век. Той е заслужил майстор на спорта и носител на сребърен „Народен орден на труда“ през 1965 година. Стадионът на ПФК „Левски“ (София) „Георги Аспарухов“ е кръстен в негова чест. В непосредствена близост е издигнат бюст-паметник на легендарния футболист.

## Биография
Роден е на 4 май 1943 година в софийския квартал Редута. Играе в детския, а след това и в юношеския отбор на „Левски“. Печели шампионската титла с юношите през 1960 и 1961 година. През 1960 година, когато е приет в първия отбор на „Левски“, Аспарухов е на 17 години. Дебютира през пролетта на същата година – на 5 юни 1960 г. срещу „Локомотив“ (София), а първия си гол отбелязва на 28 септември срещу „Ботев“ в Пловдив (1:1).
Георги Аспарухов играе за „Ботев“ от 1961 до 1963 г., където отбива военната си служба. С пловдивския клуб печели първия си трофей при мъжете – Купата на България през 1962 г., и става вицешампион на страната през 1963 г. Прави своя дебют в Европа с „жълто-черните“, вкарва първия си хеттрик, достига до четвъртфинал и става голмайстор на Купата на носителите на национални купи през сезон 1962 – 1963 г. Никой български отбор до този момент не е стигал толкова напред в европейски клубен турнир. Динко Дерменджиев, Георги Попов и Георги Аспарухов формират едно от най-запомнящите се нападения в родния футбол, известно като „Чико-Тумби-Гунди-Гол“. Тази комбинация от талантливи футболисти оставя значителен отпечатък както на клубно, така и на национално ниво. Изявите на Георги Аспарухов за пловдивчани го изстрелват в представителния отбор на България, с който като играч на „Ботев“ участва на световното първенство в Чили през 1962 г.
След като се завръща в „Левски“, печели три шампионски титли – през 1965, 1968 и 1970 г. и три купи на страната – през 1967, 1970 и 1971 г. Последният му мач в първенството е на 28 юни 1971 г. срещу ЦСКА (1:0), a последният му гол е на 13 юни 1971 г. срещу „Етър“ във Велико Търново (1:1).
Играе в 265 мача (200 за „Левски“ и 65 за „Ботев“) за първенството, в които отбелязва 160 гола (125 за „Левски“ и 35 за „Ботев“). Има участие в 36 мача (28 за „Левски“ и 8 за „Ботев“) и вкарва 20 гола (16 за „Левски“ и 4 за „Ботев“) за Купата на България (тогава – „Купа на Съветската армия“). През сезон 1964/65 вкарва 27 гола за „Левски“, с които става голмайстор на страната за сезона. През 1965 г. е избран за спортист и футболист № 1 на България. Печели и купата за индивидуално спортсменство. През същата година е на осмо място в класацията за престижната награда на сп. „Франс футбол“ – Златната топка.
В историята влизат мачовете за Купата на европейските шампиони през сезон 1965/66, когато „Левски“ играе равностойно срещу един от най-силните отбори в света по това време – „Бенфика“ (Лисабон) – с 2 шампионски и 2 вицешампионски европейски титли в турнира през последните 6 години и с португалската звезда Еузебио. Българският шампион завършва първия мач в Португалия наравно 2:2, а в реванша отстъпва с минималното 2:3 на тогавашния европейски вицешампион. Три от четирите гола за „Левски“ в двата мача вкарва Георги Аспарухов. Поканен е да играе в европейския шампион „Милан“, но по това време още няма практика български футболисти да играят в чуждестранни клубове и офертата е отказана. Лично известният треньор на „росонерите“ Нерио Роко е готов да му помогне да емигрира в Италия, ако приеме много изгодната оферта на „Милан“, но Георги Аспарухов демонстрира любов и преданост към родината и клуба си и отказва с думи, които остават в историята:
| „                                                                   | Кажи им, че има една страна България, в тази страна България има един отбор – „Левски“. Може и да не са чували за него, в този отбор съм се родил, в този отбор ще умра! | “ |
| Отговор на Георги Аспарухов към офертата на Милан през 1967 година. | |   |

Гунди има 19 мача (13 за „Левски“ – 6 за КЕШ и 7 за КНК и 6 мача за „Ботев“ в КНК) и 20 гола (14 за „Левски“ – 8 за КЕШ и 6 за КНК и 6 гола за „Ботев“ в КНК) в европейските клубни турнири. Четвъртфиналист за КНК през 1963 г. с „Ботев“ и през 1970 г. с „Левски“.
За националния отбор на България дебютира на 6 май 1962 г. срещу Австрия във Виена (0:2). Има 50 мача и 19 гола (18 мача и 11 гола са в квалификации за световни първенства, 7 мача и 2 гола са във финалната фаза на световните първенства). Той е един от малкото българи, отбелязали гол на отбор на Великобритания на стадион „Уембли“. Другите са Димитър Миланов – Пижо и Георги Димитров - Червения, които през 1956 г. вкарват на олимпийския отбор на Великобритания. При това Гунди бележи единствения гол за 1:1 срещу тогавашния световен шампион Англия. Голът на Гунди през 1968 г. се оценява като шедьовър и остава паметен в историята. Аспарухов поема топката в центъра на терена, със самостоятелен дрибъл преминава половината игрище, като преодолява трима английски национали, и я вкарва във вратата.
Той играе на три световни първенства: в Чили – 1962 (1 мач и 1 гол), Англия – 1966 (3 мача и 1 гол) и Мексико – 1970 (3 мача). В Чили той става най-младият играч, играл в националния отбор на България на световно първенство: на 19 г. и 30 дни в мача срещу Унгария (1:6) на 3 юни 1962 г., когато вкарва първия гол за България на световен финален турнир. С това се нарежда на 8-о място сред най-младите голмайстори на световно първенство. Четири години по-късно на СП в Англия отново той отбелязва единствения гол за България отново срещу Унгария (1:3). Паметни остават и мачовете през 1962 с Португалия – 3:1; 1963 с Португалия – 1:0; 1965 с Белгия – 3:0 и 2:1 (решаващ трети мач, в който вкарва и двата гола за 2 минути и класира България за финалите в Англия); 12.11.1967 с Швеция – 3:0; 1967 с Португалия – 1:0 и през 1968 г. с Италия – 3:2. Последният му мач е на 11 юни 1970 г. срещу Мароко в Леон (1:1) – СП.
Има и 6 участия в юношеския национален отбор с 2 гола. Освен това е автор на 71 гола за „Левски“, „Ботев“ (Пловдив) и „А“ националния отбор в играните 107 други официални международни срещи. От есента на 1970 до 1971 г. има и 7 срещи за „Б“ националния отбор, в които отбелязва 5 гола. За „А“ националния отбор участва в 23 контролни срещи, в които отбелязва 11 попадения. Има 4 изиграни контролни срещи през есента на 1961 г. за ЦДНА, в които отбелязва и 3 гола. Печели и турнира „Тракийска купа“ с ЦДНА. През ноември с.г. участва и в една контролна среща на „Славия“ срещу състава на „Левски“ (Кюстендил) – 5:2, в която отбелязва един гол. След това преминава в „Ботев“ (Пловдив) за две години, където отбива военната си служба.
Спортист № 1 (1965), футболист № 1, голмайстор на „А“ група, носител на Купата за индивидуално спортсменство и на Купата на в. „Поглед“ за най-популярен български спортист, осми в Европа в авторитетната анкета на „Франс футбол“ и избран сред петимата най-добри спортисти на Балканите за 1965 г. През периода 1965 – 1971 г. е включван многократно в символичните отбори на Европа и света (за срещите в чест на Яшин и Тургай, по случай 10-годишнината от световната титла на Бразилия и други юбилейни поводи, но не е участвал поради недобро здравословно състояние или заетост). Списание „Мироар спринт“ го поставя сред „най-големите футболисти на века“. Включен е в през 1974 г. от спортните журналисти в идеалния отбор на страната за 30-летието (1944 – 1974).
Георги Аспарухов загива в автомобилна катастрофа заедно със съотборника си Никола Котков на 30 юни 1971 г. край прохода Витиня в Стара планина.
На погребението на двамата футболисти присъстват към 550 хиляди души – повече, отколкото в организирани от режима подобни мероприятия – като това на Георги Димитров. Освен това то съвпада по време и напълно засенчва пропагандираното от властите символично погребение на трима загинали съветски космонавти. Масовото посещение на погребението на Аспарухов и Котков поражда опасения в правителството и довежда до отстраняването на присъствалия именно на него вътрешен министър Ангел Солаков.
През 1999 г. е обявен посмъртно за Най-добър футболист на България за 20 век.
На 21 май 2014 година, с указ на президента Росен Плевнелиев, Георги Аспарухов е награден посмъртно с орден „Стара планина“ първа степен за изключително големите му заслуги в областта на спорта.
На 1 октомври 2023 г. в столичния парк „Гео Милев“ е открит паметник в цял ръст на Гунди.
На 9 октомври 2024 г. е премиерата на биографичната драма „Гунди – Легенда за любовта“, която разказва за живота на Георги Аспарухов.

## Памет
На Георги Аспарухов – Гунди е наречена и улица в квартал „Христо Смирненски“ в София (Карта).

## Статистика по сезони
| Сезон   | Клуб       | Мачове | Голове |
| ------- | ---------- | ------ | ------ |
| 1959/60 | Левски     | 2      | 0      |
| 1960/61 | Левски     | 14     | 3      |
| 1961/62 | Левски     | 7      | 4      |
| 1961/62 | Ботев (Пд) | 14     | 13     |
| 1962/63 | Ботев (Пд) | 19     | 16     |
| 1963/64 | Ботев (Пд) | 6      | 4      |
| 1963/64 | Левски     | 22     | 15     |
| 1964/65 | Левски     | 29     | 27     |
| 1965/66 | Левски     | 22     | 13     |
| 1966/67 | Левски     | 11     | 7      |
| 1967/68 | Левски     | 25     | 14     |
| 1968/69 | Левски     | 27     | 22     |
| 1969/70 | Левски     | 24     | 12     |
| 1970/71 | Левски     | 16     | 8      |

## Успехи

### СНационалния отбор
- Четвъртфинал и V място на европейско първенство по футбол – 1968
- Участник на три световни първенства по футбол – 1962, 1966 и 1970.

### С „Левски“
- Шампионска титла на България – 3 пъти (1964/65, 1967/68 и 1969/70)
- Вицешампион – 6 пъти (1959/60, 1960/61, 1963/64, 1965/66, 1968/69 и 1970/71)
- Купа на Съветската Армия – 3 пъти (1966/67, 1969/70 и 1970/71)
- Купа на Съветската Армия – финалист – 2 пъти (1964/65 и 1968/69)
- Голмайстор на А група – 1964/65 (27 гола)
- Четвъртфинал на КНК – 1969/70

### С „Ботев (Пловдив)“
- Вицешампион – 1962/63
- Купа на Съветската Армия – 1 (1962)
- Четвъртфинал на КНК – 1962/63
- Голмайстор на КНК – 1962/63 (6 гола)

### Други
- Най-добър футболист на България за XX век
- Спортист на годината – 1965
- Футболист на годината – 1965
- Футболист на годината (II място) – 1964, 1966, 1968
- Златна топка на Франс Футбол 1965 – 8-о място
- Вечна ранглиста по голове в България:
  - Всички турнири – III място
  - Шампионат – III място

## Повече информация
- Тодоров, С., Стефанов, М., „Георги Аспарухов“, София, 1978
- Тодоров, Г., „Майстори и голмайстори“, София, 1988
- Евтимов П. „Ехо от стадиона“, изд. „Народна младеж“, 1978